# 黑線肖孔海龍魚
黑線肖孔海龍魚（学名：Siokunichthys nigrolineatus），為輻鰭魚綱棘背魚目海龍魚科的其中一種，分布於中西太平洋區的印尼及菲律賓海域，棲息深度10-20公尺，體長可達8公分，棲息在珊瑚礁區。

## 外部連結
- 黑線肖孔海龍魚的圖片